# Ferreira Gomes
Ferreira Gomes é um município do estado do Amapá, Região Norte do país. A população estimada em 2016 era de 7 087 habitantes e a área é de 5046,996 km², o que resulta numa densidade demográfica de 0,78 hab/km².

## Etimologia
A denominação deste município é uma homenagem ao major João Ferreira Gomes, que implantou na região a Colônia Militar Pedro II em 1840, da qual surgiu a sede do município.

## História
O município de Ferreira Gomes foi criado em 17 de dezembro de 1987 (Lei 7.639/87). Dentre os fatores históricos de seu desenvolvimento até sua emancipação político-administrativa, destaca-se a condição estratégica que desempenhou como entreposto rodoviário no antigo traçado da BR-156. 

## Geografia
A população estimada do município de Ferreira Gomes em 2016 era de 7 087 habitantes e a área é de 5047 km², o que resulta numa densidade demográfica de 0,78 hab/km².
Seus limites são Pracuuba e Tartarugalzinho a norte, Cutias a leste, Macapá a sudeste, Porto Grande a sudoeste e Serra do Navio a noroeste.

## Organização politico-administrativa
O Município de Ferreira Gomes possui uma estrutura politico-administrativa composta pelo Poder Executivo, chefiado por um prefeito eleito por sufrágio universal, auxiliado diretamente por secretários municipais nomeados por ele, e pelo Poder Legislativo, institucionalizado pela Câmara Municipal de Ferreira Gomes, órgão colegiado de representação dos munícipes que é composto por vereadores também eleitos por sufrágio universal.

### Atuais autoridades municipais de Ferreira Gomes
- Prefeito: João Álvaro Rocha Rodrigues "Divino Rocha" - PP (2021/-)[7]
- Vice-prefeita: Diana Moreira do Carmo - UB (2021/-)[7]
- Presidente da Câmara:

## Economia
Sua economia está baseada no desenvolvimento de atividades agropecuárias tradicionais e, mais recentemente, no investimento ao turismo para o qual vem colocando em prática a realização de eventos e a instalação de infraestrutura destinada ao aproveitamento das ambientações paisagísticas e de lazer do município.
Se destacam economicamente no setor primário a agricultura e a pecuária. Também a criação dos gados bovino e bubalino, além da criação de suínos, constituem a principal atividade econômica do município.
No setor agrícola destaca-se a plantação da mandioca, cuja farinha misturada ao peixe resulta na famosa farinha de piracuí. Destacam-se ainda os plantios de milho e banana.
O setor pesqueiro do município vem gerando divisas para Ferreira Gomes, por já estar sendo exportado para outro locais. No setor secundário, embora o município seja rico em argila, não dispõe de grandes recursos para incrementar as indústrias. A despeito disso, e conforme informações disponibilizadas pelo Departamento Nacional da Produção Mineral, verifica-se interesse na pesquisa e exploração de minério de ferro no território do município. Possui também uma usina de industrialização de leites e derivados e algumas serrarias. Como nos outros município do Estado do Amapá, a principal geração de renda vem do funcionalismo público.
No município, estão localizadas as Usinas Hidrelétricas de Cachoeira Caldeirão, Coaracy Nunes e Ferreira Gomes. 